# تارون إيجرتون
تارون ديفيد إيجرتون (بالإنجليزية: Taron David Egerton)‏ هو ممثل بريطاني من مواليد 11 نوفمبر 1989 في آبريستويث، ويلز. هو معروف بدور غاري أونوين «إغزي» في فيلم الحركة كينغزمان: الاستخبارات السرية.

## أعماله

### فيلم
| سنة  | عنوان                          | دور                        | ملاحظات |  |
| ---- | ------------------------------ | -------------------------- | ------- |  |
| 2016 | إيدي النسر                     | إيدي                       |         |  |
| 2014 | Testament of Youth             | إدوارد بريتين              |         |  |
| 2015 | Kingsman: The Secret Service   | ايجزي                      |         |  |
| 2015 | Legend                         | إدوارد سميث "تيدي المجنون" |         |  |
| 2016 | Eddie the Eagle                | إدي إدواردز "النسر"        |         |  |
| 2016 | sing                           | Johnny                     | صوت     |  |
| 2017 | Kingsman : The Golden Circle " | ايجزي                      |         |  |
| 2018 | Robin Hood                     | روبن لوكسلي                |         |  |
| 2019 | روكيتمان                       | ألتون جون                  |         |  |

### تلفزيون
| سنة  | عنوان     | دور      | ملاحظات |
| ---- | --------- | -------- | ------- |
| 2013 | Lewis     | ليام جاي | حلقتين  |
| 2014 | The Smoke | أسبو     | 8 حلقات |

## روابط خارجية
- تارون إيجرتون على موقع IMDb (الإنجليزية)
- تارون إيجرتون على موقع روتن توميتوز (الإنجليزية)
- تارون إيجرتون على موقع ألو سيني (الفرنسية)
- تارون إيجرتون على موقع ميوزك برينز (الإنجليزية)
- تارون إيجرتون على موقع أول موفي (الإنجليزية)
- تارون إيجرتون على موقع بوكس أوفيس موجو (الإنجليزية)
- تارون إيجرتون على موقع قاعدة بيانات الأفلام السويدية (السويدية)
- تارون إيجرتون على موقع ديسكوغز (الإنجليزية)
- تارون إيجرتون على موقع قاعدة بيانات الفيلم (الإنجليزية)
- تارون إيجرتون على موقع كينوبويسك (الروسية)